# Michèle Bonneton
 (juin 2016).
Si vous disposez d'ouvrages ou d'articles de référence ou si vous connaissez des sites web de qualité traitant du thème abordé ici, merci de compléter l'article en donnant les références utiles à sa vérifiabilité et en les liant à la section « Notes et références ».
Pour les articles homonymes, voir Bonneton.
Michèle Bonneton, née le 15 juillet 1947 à Tullins (Isère), est professeur agrégée de Sciences Physiques à la retraite, élue députée de la neuvième circonscription de l'Isère pour la XIVe législature de la Cinquième République française sous l'étiquette Europe Écologie Les Verts et avec le soutien du Parti socialiste.

## Biographie
Tout en produisant des noix de Grenoble bio en Isère, Michèle Bonneton est professeur agrégée de sciences physiques pendant 37 ans. Elle est membre fondatrice de plusieurs associations et est conseillère municipale pendant 13 ans. Elle est élue députée le 17 juin 2012 face au candidat UMP avec 53,93 % des voix (27 187 voix). Aux élections législatives de 2017, elle se représente comme suppléante de Patrick Cholat (EELV).